# Arrancourt
Arrancourt ist eine französische Gemeinde mit 119 Einwohnern (Stand: 1. Januar 2022) im Département Essonne in der Region Île-de-France; sie gehört zum Arrondissement Étampes und zum Kanton Étampes. Die Einwohner werden Arrancourtois genannt.

## Geographie
Arrancourt liegt etwa 58 Kilometer südsüdwestlich von Paris am Fluss Éclimont. Umgeben wird Arrancourt von den Nachbargemeinden Abbéville-la-Rivière im Norden und Osten, Sermaises im Südosten, Pannecières im Südosten und Süden, Le Mérévillois im Süden und Südwesten sowie Saint-Cyr-la-Rivière im Westen und Nordwesten.

## Bevölkerungsentwicklung

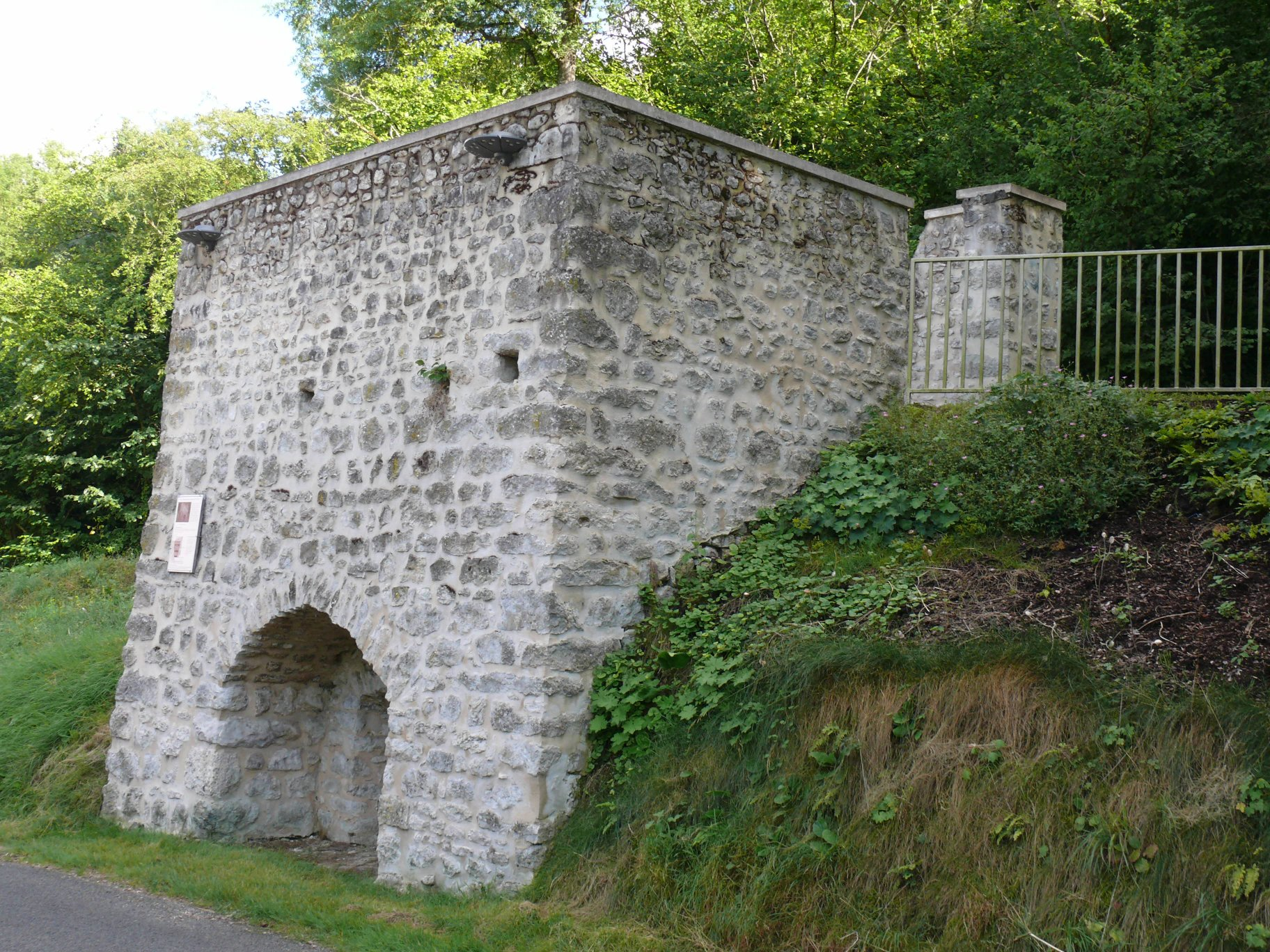
Alter Kalkofen in Arrancourt

| Jahr                       | 1962 | 1968 | 1975 | 1982 | 1990 | 1999 | 2006 | 2019 |
| Einwohner                  | 60   | 61   | 68   | 77   | 100  | 133  | 136  | 135  |
| Quellen: Cassini und INSEE |      |      |      |      |      |      |      |      |